# Ugor
Ugor est un prénom hongrois masculin.

## Étymologie
L'anthroponyme viendrait du bas-allemand bavarois, signifiant bulgare occidental.
Le prénom découlerait du nom.

## Équivalents
- Ugron, Ugocsa, Ugod, Ugor

Il ne serait pas contaminé par le prénom slave Igor (Ihor, Ihar, Yegor) ni par le prénom latin médiéval Hugo (Hugues, Hugon, Hugi, Ugo, Hugh).

## Nom de famille
- Famille Ugron (Ábránfalvai Ugron)

## Éphémérides
- Ugor : 3 mai, 16 août
- Ugron, Ugocsa : 22 mai, 9 novembre
- Ugod : 16 mai